# 德涅斯特河沿岸国徽
德涅斯特河沿岸摩尔达维亚共和国国徽借鉴前摩尔达维亚苏维埃社会主义共和国国徽，启用于1991年末摩尔多瓦共和国退出苏联独立后，德涅斯特河沿岸摩尔达维亚共和国宣布成立。在原摩尔达维亚苏维埃社会主义共和国国徽上旭升太阳的海平面前加入一条蓝白蓝相错的曲线，象征德东岸的德涅斯特河沿岸摩尔达维亚共和国与西岸的摩尔多瓦共和国的边界线，德涅斯特河。裹住麦穗的红布上用白色字体的西里尔字母写着国名“德涅斯特河沿岸摩尔达维亚共和国”的字样，在置中位置有「錘子與鐮刀」標誌。三处分别使用了国家的三个官方语言。正面是摩爾多瓦語（Република Молдовеняскэ Нистрянэ，转写：Republica Moldoveneascǎ Nistreanǎ），左侧为俄语（Приднестровская Молдавская Республика，转写：Pridnestrovskaya Moldavskaya Respublika），右侧是乌克兰语（Придністровська Молдавська Республіка，转写：Prydnistrovs'ka Moldavs'ka Respublika）。 
尽管国徽上绘有镰刀与锤子的图案，但德涅斯特河沿岸共和国并非社会主义国家。德涅斯特河沿岸共和国现任总统瓦季姆·克拉斯诺谢利斯基自称是君主主义者，他曾表示，他认为国徽中的苏联象征“无关紧要”。

## 歷史国徽

摩尔达维亚苏维埃社会主义自治共和国国徽 (1940–1941)
摩尔达维亚苏维埃社会主义共和国国徽 (1940–1941)
摩尔达维亚苏维埃社会主义共和国国徽 (1941–1957)
摩尔达维亚苏维埃社会主义共和国国徽 (1957–1981)
摩尔达维亚苏维埃社会主义共和国国徽 (1981–1990)
摩尔达维亚苏维埃社会主义共和国国徽；德涅斯特河沿岸的国徽以此为基础
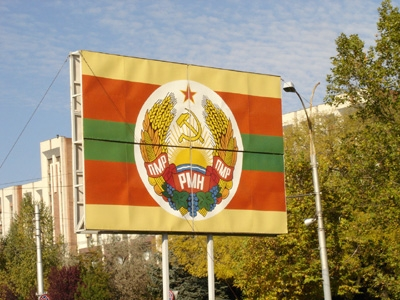
蒂拉斯波尔，一面带有德涅斯特河沿岸国徽的标志牌

## 其他徽章
按照摩尔多瓦政府正式设立德涅斯特河沿岸自治领土单位的法律规定，该地区可以采用自己的象征。 该法律上行政单位地区目前尚未采用独特的徽章，因此官方使用摩尔多瓦国徽。

摩尔多瓦国徽
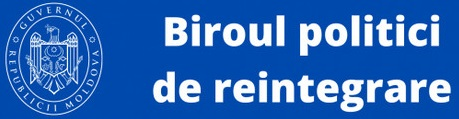
重返社会局
外涅斯特里亚省 (1941–1944)